# Pierre Jaquet-Droz

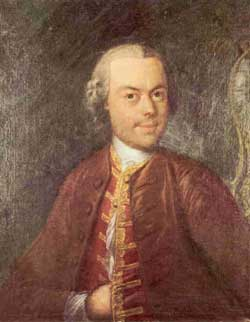
Pierre Jaquet-Droz, 1758

Pierre Jaquet-Droz [ʒaˈkɛt-drō] (* 28. Juli 1721 in La Chaux-de-Fonds; † 28. November 1790 in Biel) war ein Neuenburger Uhrmacher.
Pierre Jaquet-Droz wurde als Sohn eines Bauern und Uhrmachers 1721 in La Chaux-de-Fonds (NE) geboren und starb 1790 in Biel. Er besuchte die Primarschule in seiner Geburtsstadt, danach das humanistische Gymnasium und begann 1738 ein Studium der Philosophie an der Universität Basel. 1740 wandte sich Jaquet-Droz der Uhrmacherei zu, die ihr Zentrum in Le Locle und La Chaux-de-Fonds hatte. 1758 reiste er nach Spanien, um König Ferdinand VI. Pendeluhren zu verkaufen, von denen zwei mit einem automatischen Antrieb versehen waren. Ab 1759 baute er in La Chaux-de-Fonds eine international tätige Firma auf, die hochwertige Uhren produzierte. Sein Sohn Henri-Louis (1752–1791) trat ebenfalls als Uhrmacher in den Betrieb des Vaters ein. Seine Firma hatte Zweigstellen in London, Paris und Basel. 1774 stellten die Jaquet-Droz drei Androiden dem Publikum vor, die ein Riesenerfolg wurden. Sie sind seine berühmtesten Werke und noch immer funktionstüchtig im Museum von Neuenburg zu besichtigen. Später begannen die Jaquet-Droz und ihr Geschäftspartner Jean-Frédéric Leschot Prothesen zu bauen, die anscheinend sogar funktionstüchtig waren.

## Der Uhrmacher Jaquet-Droz

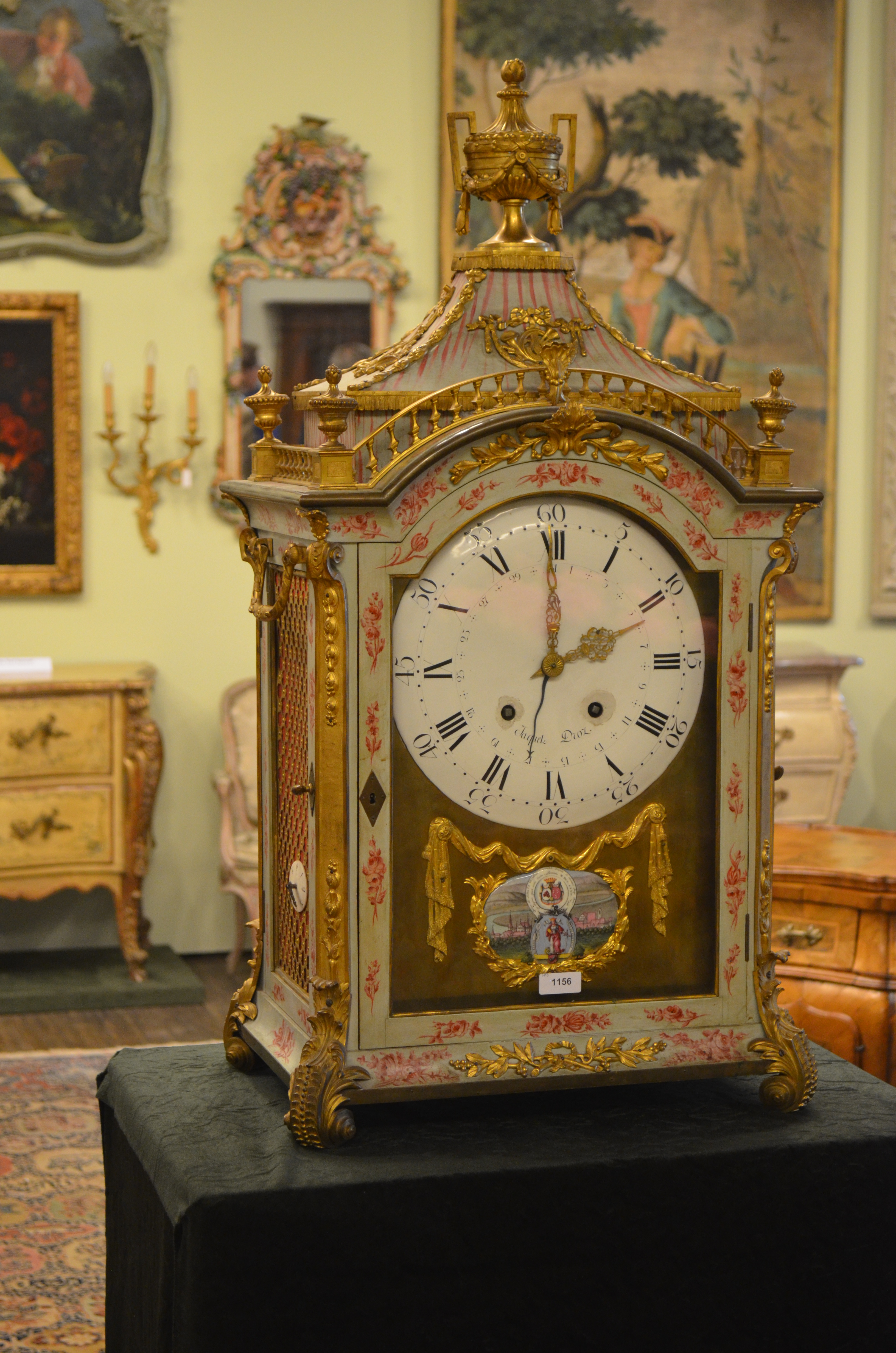
Stockuhr für Franz Victor Effinger (1784).

Pierre Jaquet-Droz war einer der bedeutendsten Uhren- und Automatenbauer, der Stutzuhren und Prunk-Pendeluhren herstellte und spezialisiert war auf Automaten aller Art (u. a. Singvogeluhren, Tabakdosen mit Singvögeln) und Luxusuhren. Er entwickelte einen automatischen Aufzug für Taschenuhren.
So soll er auch eine Uhr gebaut haben, die er am spanischen Hof vorgeführt haben soll: Wenn die Uhr schlug, spielte ein Schäfer eine kleine Melodie auf der Flöte und ein Hund näherte sich ihm freudig. Der König war begeistert, doch Jaquet-Droz meinte, die Freundlichkeit des Hundes wäre noch eine seiner geringsten Tugenden, was er sofort bemerken werde, wenn er einen der Äpfel aus dem Korb des Schäfers wegnehmen würde. Der König tat es, und der Hund fing angeblich so lebensecht an zu bellen, dass der Hund des Königs darauf antwortete und die Hofdamen fluchtartig aus Furcht vor Zauberei den Raum verließen. Nur der Marineminister war mutig genug, im Raum zu bleiben. Als der König dann den schwarzen Mann, der sich ebenfalls auf der Uhr befand, nach der Uhrzeit fragte und dieser nicht antwortete, meinte Jaquet-Droz nur, dass dieser halt kein Spanisch könne…
Die zur Swatch Group gehörende Uhrenmarke „Jaquet Droz“ ist nach ihm benannt.

## Die drei Androiden (die sogenannten „Jaquet-Droz-Automaten“)

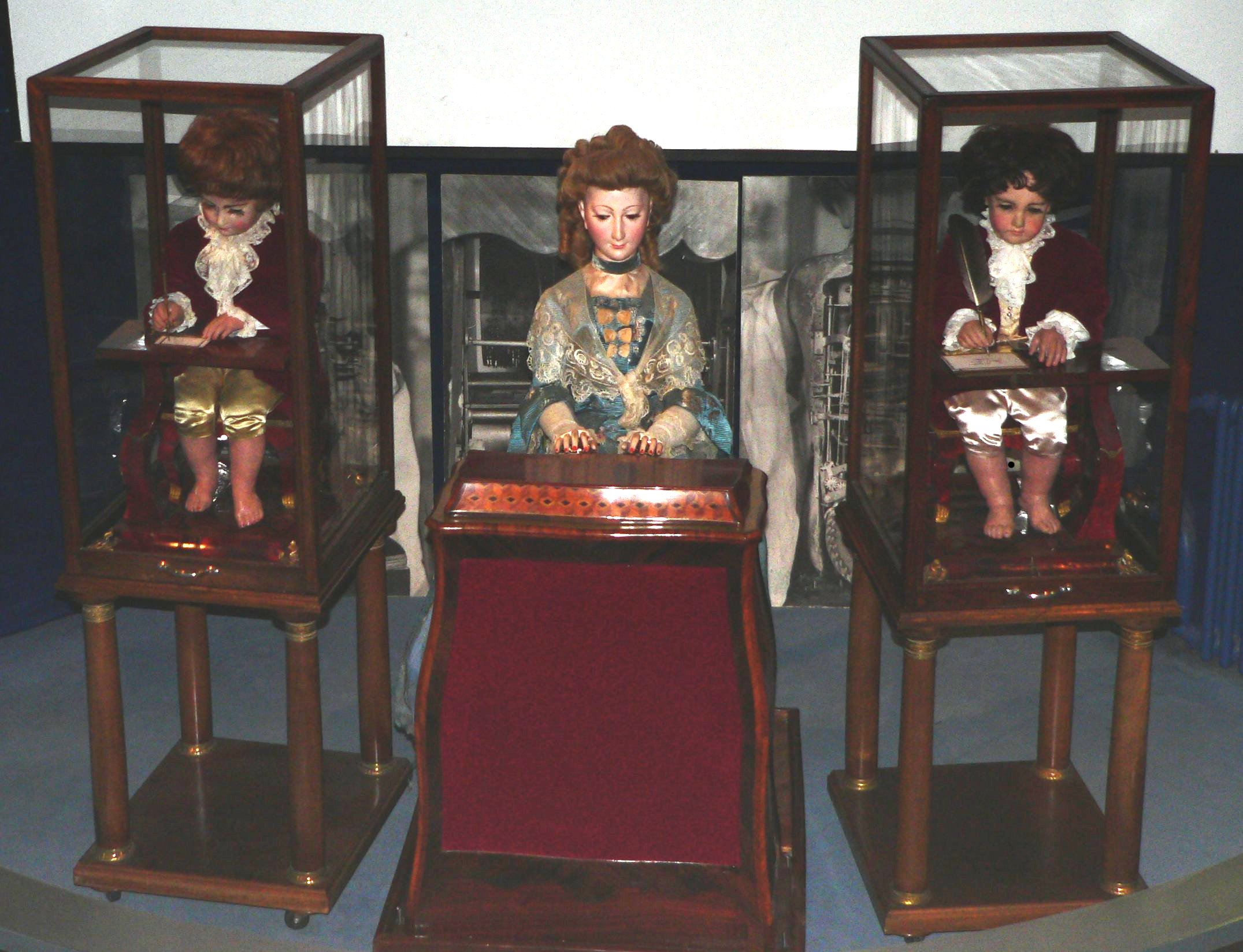
Schreiber, Organistin und Zeichner

Vater und Sohn Jaquet-Droz und ihre Mitarbeiter Jean-Frédéric Leschot, Henri Maillardet und Jacob Frisard begannen 1770 mit dem Bau von drei Androiden, die 1774 dem Publikum vorgestellt wurden. Der Erfolg muss unglaublich gewesen sein, zumindest schreibt ein Zeitgenosse, dass die Menschen regelrecht dorthin pilgerten und Gärten und Plätze voller Kutschen waren. Während mehr als einem Jahrhundert tourten die Androiden durch Europa und konnten gegen Eintrittsgeld besichtigt werden.
Die Figuren sind ca. 70 cm hoch, Köpfe, Arme und Augen sind beweglich. Sie sind nach höfischer zeitgenössischer Mode gekleidet und wirken sehr jung, wenn nicht wie Kinder. Sie gehören wahrscheinlich zu den schönsten Androiden die je geschaffen wurden. Jacques de Vaucanson, selbst ein Pionier und Meister des Automatenbaus, soll nach ihrer Besichtigung gegenüber Henri-Louis Jacquet-Droz ausgerufen haben: "Junger Mann, Sie beginnen dort, wo ich abzuschließen gedenke!"

### Der Schreiber

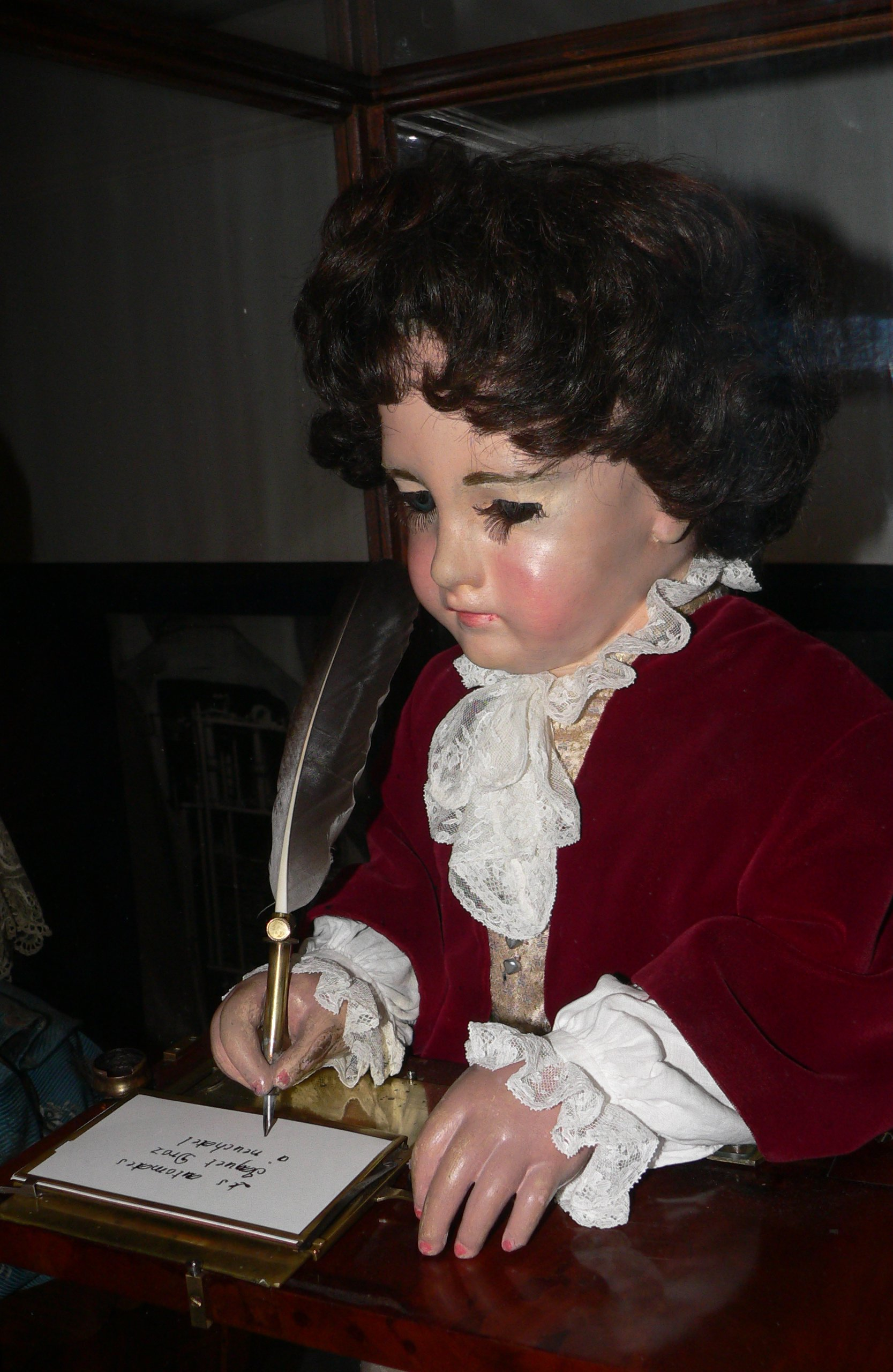
Der Schreiber

Wird der Schreiber in Gang gesetzt, taucht er die Feder in die Tinte, schüttelt sie leicht ab, legt seine Hand oben auf die Seite und hält an. Wenn ein weiterer Hebel bedient wird, beginnt er zu schreiben. Dabei setzt er wie ein richtiger Schreiber ab, beachtet die Auf- und Abstriche, die Leerzeichen und die Zeilen(!), setzt einen Punkt an das Ende und hält wieder an.
Der Schreiber kann dabei jeden beliebigen Text mit bis zu 40 Zeichen schreiben. Dieser wird auf einer Scheibe mit auswechselbaren Nocken eingegeben. (Das heißt, dass z. B. wenn hoher Besuch kommt, der Schreiber auch einen auf diesen Besucher bezogenen Text schreiben kann, zuletzt soll das bei dem Besuch Mitterrands der Fall gewesen sein.) „Je nach der Höhe der Nocken wird ein Zylinder mit einem Satz von Nockenscheiben bewegt, der die Kodierung der einzelnen Buchstaben enthält. Jeweils drei Nockenscheiben bewegen die Hand auf und ab, vor und zurück, rechts und links. Die Maße der für die Programmierung des Textes verwendeten Nocken müssen sehr enge Toleranzen einhalten. Daher ist der Automat recht fehleranfällig. Das war wohl ein konstruktives Zugeständnis an den Wunsch, die ganze Mechanik in der Figur unterzubringen.“
Einige Autoren sehen in dem Schreiber einen Vorläufer der heutigen Computer, denn er besitzt ein Programm (die Scheibe, mit der der Text eingestellt wird) und einen Speicher (die Nockenscheiben, die die einzelnen Buchstaben darstellen).

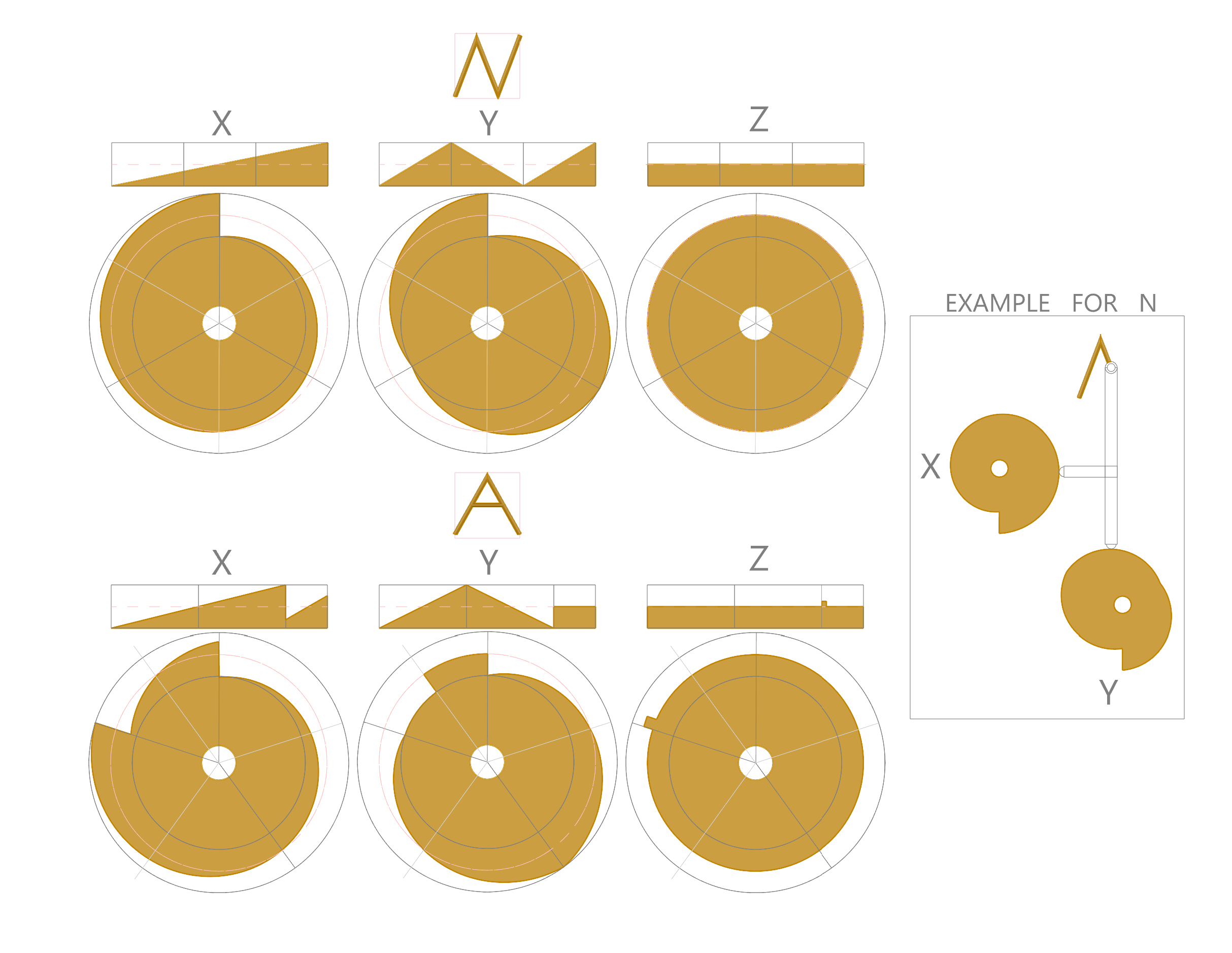
Technisch vereinfachte Darstellung, wie man mittels zwei Nockenwellen einen Buchstaben erstellen bzw schreiben kann. Hier exemplarisch die Buchstaben "A" und "N".

### Der Zeichner
Der Mechanismus des Zeichners wird durch einen Satz von Nockenscheiben gesteuert, auf dem sich das Programm der Zeichnungen befindet. Mit drei auswechselbaren Nockenscheibensätzen können vier verschiedene Zeichnungen angefertigt werden:
- ein Porträt von Louis XV und der Hund "Toutou" (beide Bilder auf einer Walze),
- König Georg von England und seine Gemahlin,
- das romantische Motiv des von einem Schmetterling gezogenen Wagens.

### Die Organistin
Die Organistin wird von einer Stiftwalze und von damit verbundenen Nockenscheiben gesteuert, mit der die Finger der Hände bewegt werden. Die Figur schlägt die Tasten einer Art Orgel mit Flötenklang an. Sie kann fünf verschiedene Stücke spielen, die eigens für sie komponiert
wurden.

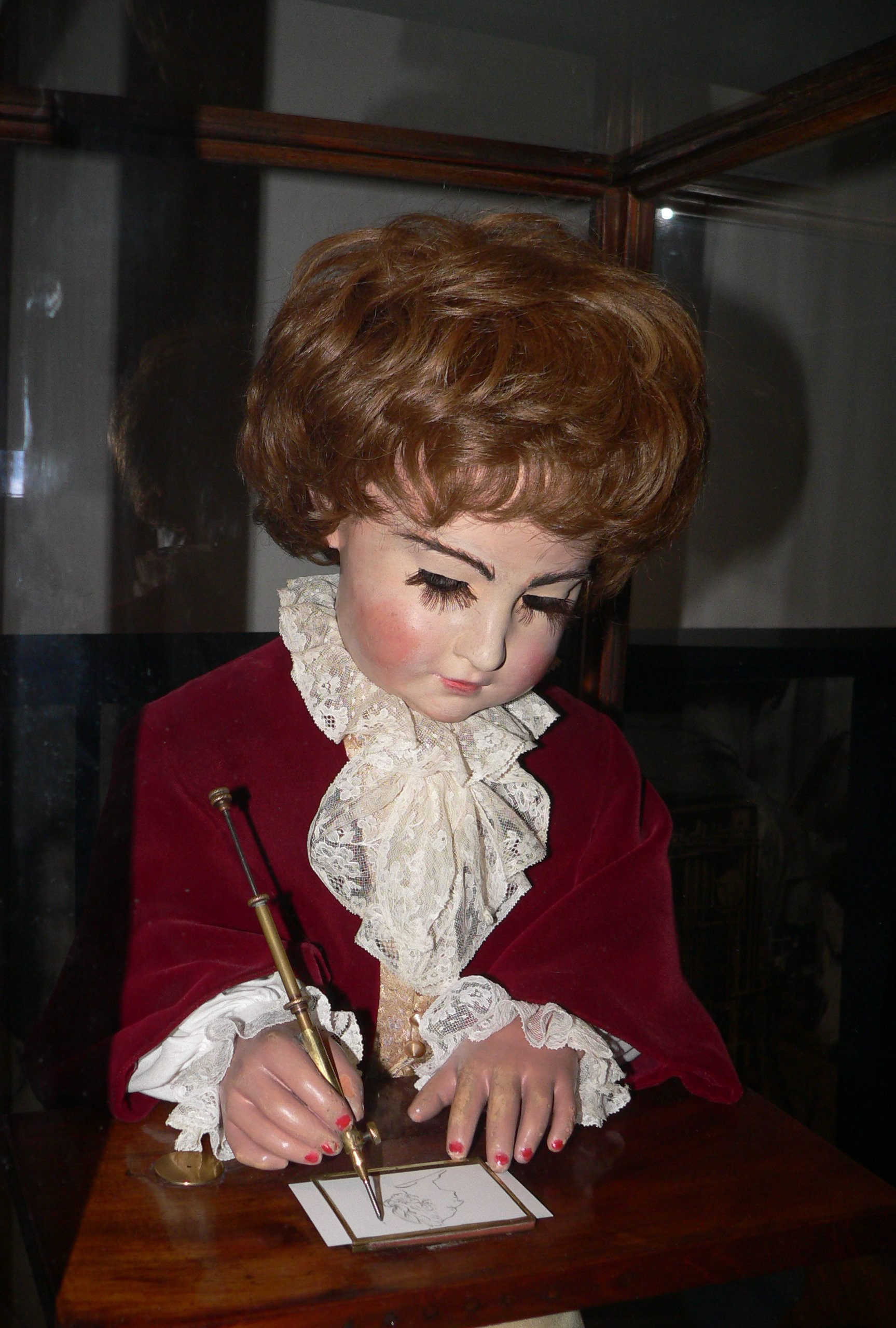
Der Zeichner
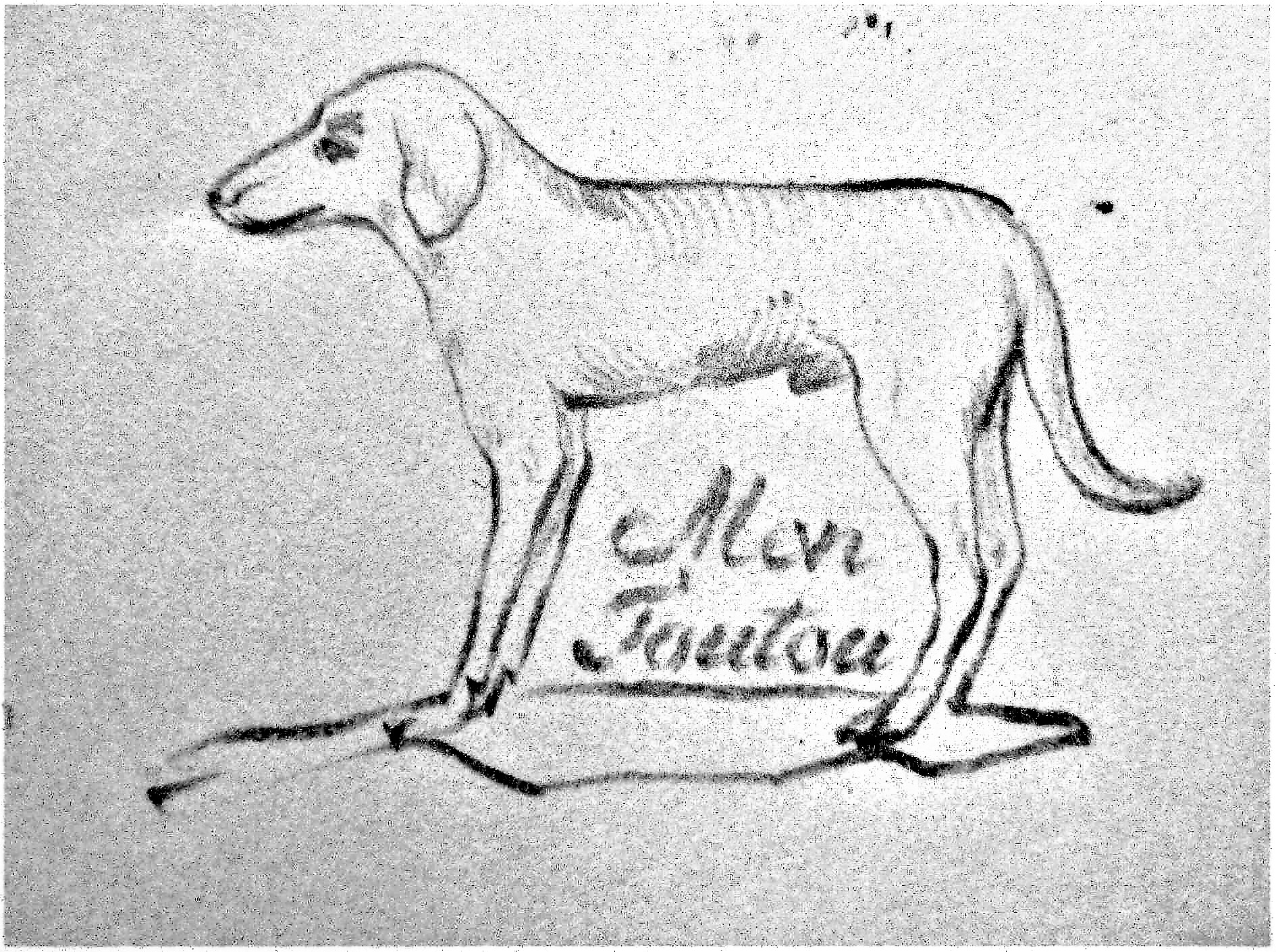
Automatische Zeichnung
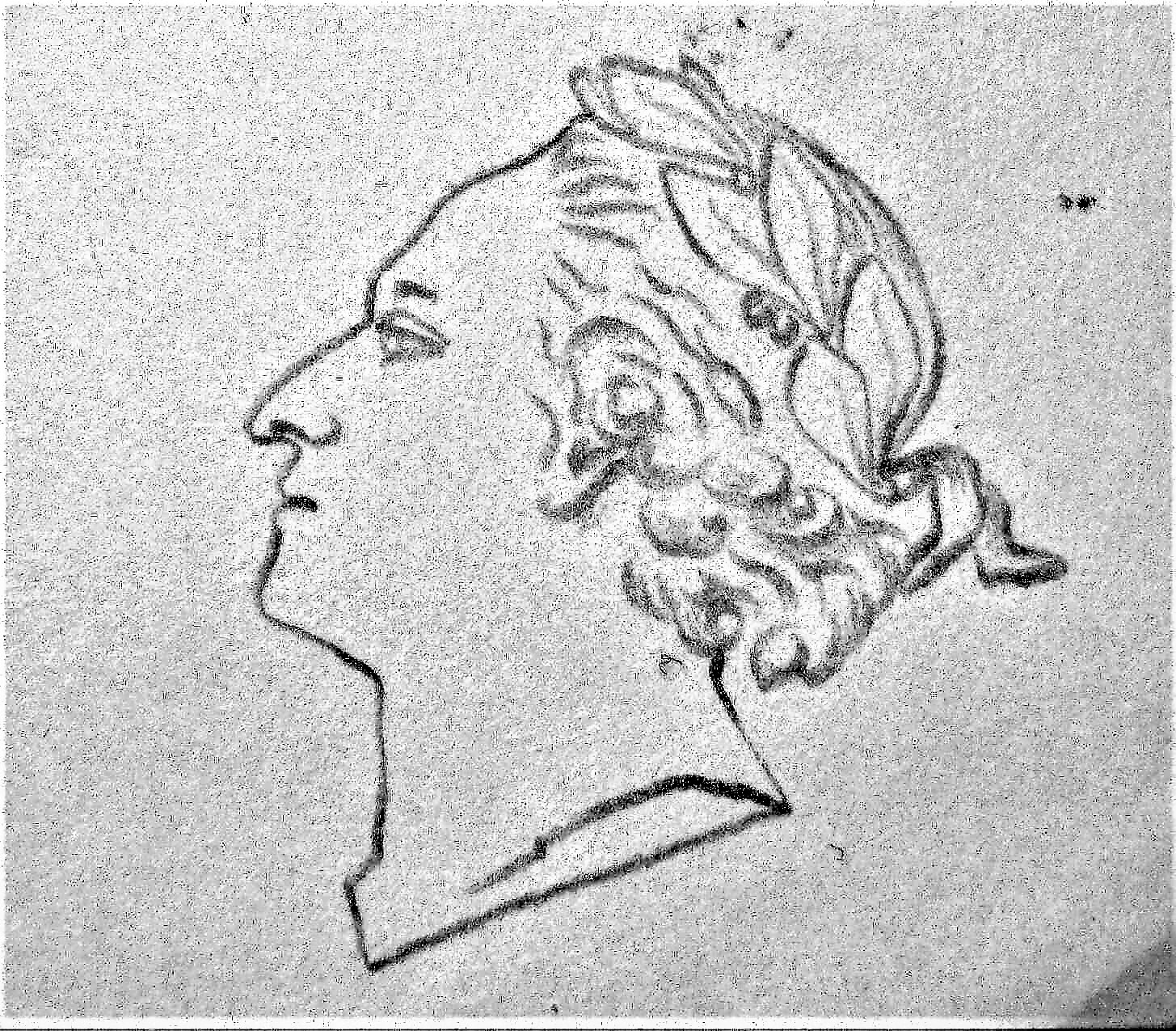
Automatische Zeichnung
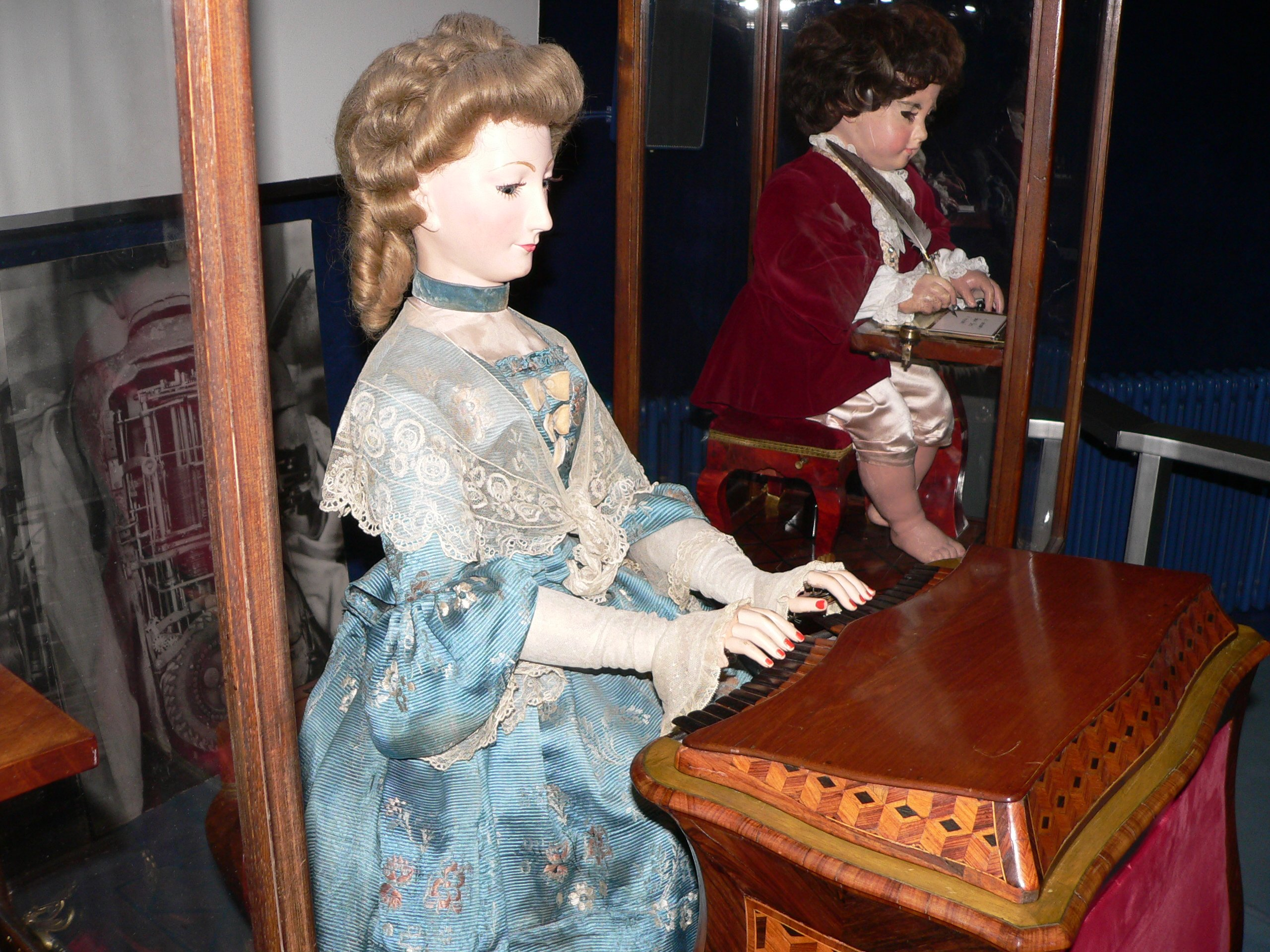
Die Organistin

## Die Grotte der Familie Jaquet-Droz

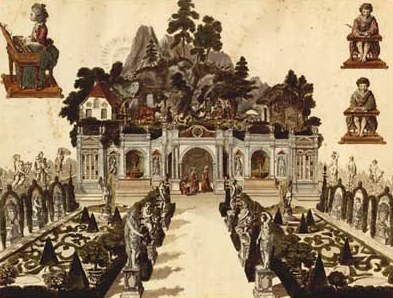
Grotte der Jaquet-Droz

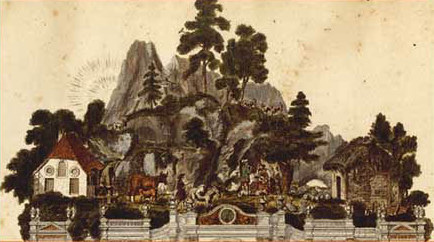
Grotte Detail

Im von Charles Perregaux und F. Louis Perrot geschriebenen Buch Les Jaquet-Droz et Leschot, erzählen die Autoren: "Wir kennen die drei Androiden von 1774, aber wir haben ein im selben Zeitalter viertes gebautes Automatenwerk noch nicht erwähnt, das extrem interessant und komplex sein musste: "Die Grotte".
Ein in Lyon am 3. Januar 1784 anlässlich einer Automatenvorstellung gedrucktes Plakat, beschreibt "die Grotte" folgendermaßen: "Eine in der Schweiz angesiedelte Landschaft, wo zu sehen sind: Steilfelsen, eine Schaffarm, eine Hütte, eine Mühle, ein Wasserfall und ein Bach, ein Kalb, das von einer Kuh gesäugt wird, Ziegen und Schafe die weiden, meckern und blöken, und einen Hund, der die Herde bewacht. Ein auf einem Esel sitzender Bauer kommt aus seiner Hütte heraus, geht durch die Landschaft, um sich zur Mühle zu begeben, und bald danach geht er zu Fuß zurück, indem er seinen mit einem Sack beladenen Esel führt. Wenn er vorbeigeht, bellt ein Hund.
Ein Hirte kommt aus der Höhle eines Felsens heraus, nimmt die Flöte an seinen Mund, spielt ein Vorspiel, das in einem Echo widerhallt; nähert sich danach der erwachenden Hirtin, die ihre Gitarre nimmt und ihren Hirten begleitet. Die Vorderseite dieses Stückes stellt ein durch die Fassade eines Gebäudes abgeschlossenes Erdgeschoss dar, unter dessen Tor man eine Bäuerin sieht, die verschiedene Menuetts auf einem Hackbrett spielt, während zwei Fräulein mit Grazie und Genauigkeit tanzen. Außerdem gibt es auch Wasserfälle und Brunnen, deren Spiel eine Illusion bildet, und eine Voliere, wo verschiedene Vögel ihr Gezwitscher hören lassen."
Es ist wahrscheinlich, dass ein so weit entwickeltes Werkstück nie repariert werden konnte, es muss vernachlässigt und verfallen in einer armseligen Behausung gelassen worden sein."

## Der Bau von Prothesen
Zusätzlich zu ihren übrigen Aktivitäten begannen die Jaquet-Droz und ihr Geschäftspartner Jean-Frédéric Leschot Prothesen für amputierte Gliedmaßen herzustellen. Jean-Frédéric Leschot spezialisierte sich auf diese Aktivität und sein Ruf in diesem Bereich brachte ihm zahlreiche Aufträge auch aus dem Ausland ein.
Anders als die damals üblichen Prothesen, die mehr ästhetischen Wert hatten, waren diese anscheinend sogar funktionstüchtig, d. h. Knie konnten gebeugt und Gegenstände gehalten werden.